# 爱迪生桥 (新泽西州)

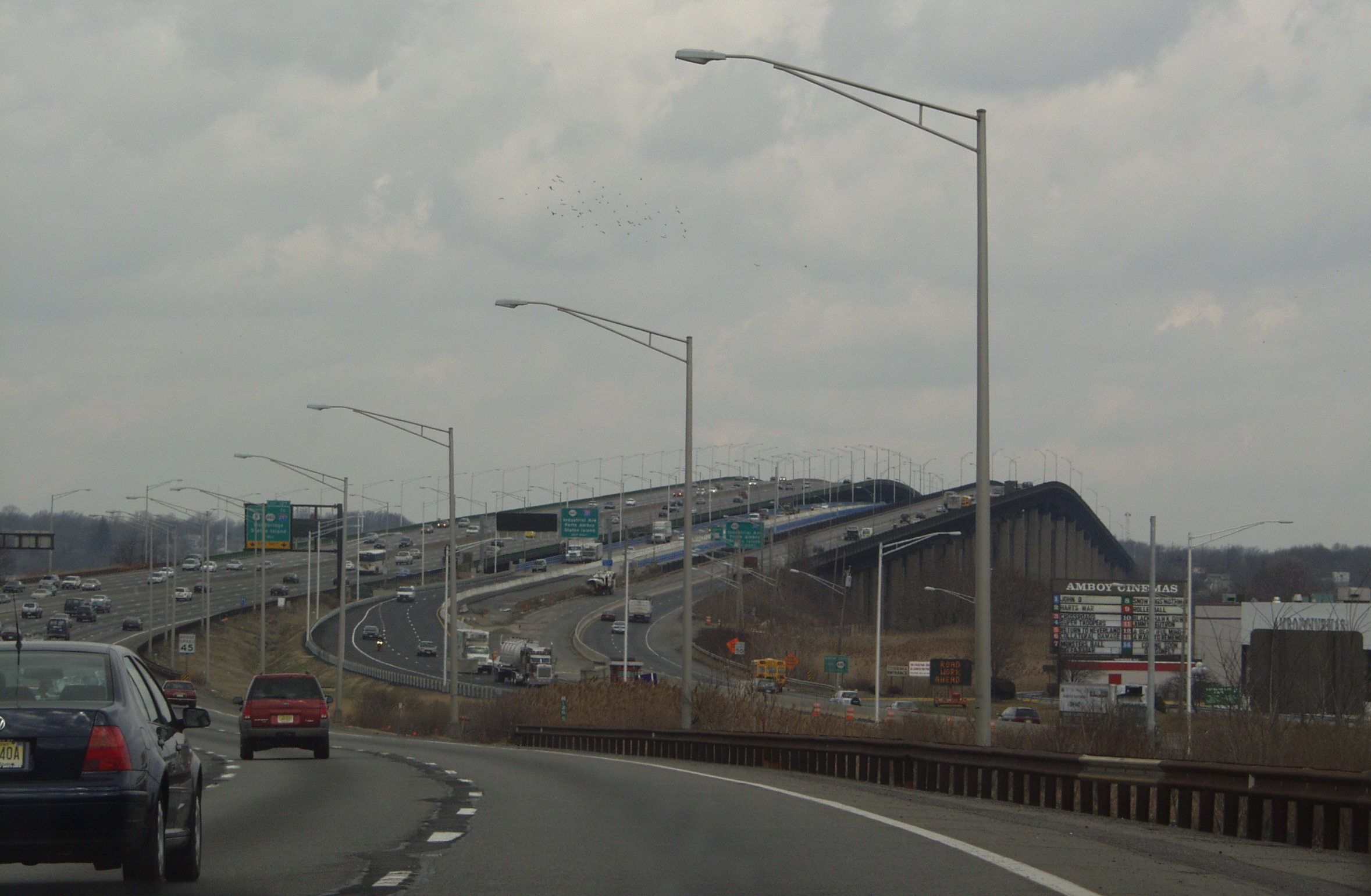
德里斯科尔桥（左侧）与爱迪生桥（右侧）

爱迪生桥（英語：Edison Bridge，官方名称为托马斯·爱尔瓦·爱迪生纪念大桥 Thomas Alva Edison Memorial Bridge）是9号美国国道新泽西州段的一座桥梁，位于拉里坦河河口（拉里坦湾）附近。